# Venezuela en los Juegos Olímpicos de Sídney 2000
Venezuela estuvo representada en los Juegos Olímpicos de Sídney 2000 por un total de 50 deportistas, 36 hombres y 14 mujeres, que compitieron en 17 deportes.
La portadora de la bandera en la ceremonia de apertura fue la practicante de taekwondo Adriana Carmona. El equipo olímpico venezolano no obtuvo ninguna medalla en estos Juegos.

## Diplomas olímpicos
| Puesto | Nombre                                 | Deporte      | Evento                    |
| ------ | -------------------------------------- | ------------ | ------------------------- |
| 5      | Adriana Carmona                        | Taekwondo    | +67 kg F                  |
| 6      | María Alejandra Vento Milagros Sequera | Tenis        | Torneo de dobles femenino |
| 8      | Julio César Luna                       | Halterofilia | – 94 kg M                 |
| 8      | Daniela Larreal                        | Ciclismo     | 500 m contrarreloj        |

## Deportes

### Atletismo
Eventos de Pista y ruta
Masculino
| Atletas                                            | Evento                      | Eliminatoria | Eliminatoria | Semifinal | Semifinal | Final     | Final     |
| -------------------------------------------------- | --------------------------- | ------------ | ------------ | --------- | --------- | --------- | --------- |
| Atletas                                            | Evento                      | Tiempo       | Lugar        | Tiempo    | Lugar     | Tiempo    | Lugar     |
| José Carabalí Juan Morillo Hely Ollarves José Peña | 4 × 100 m relevos masculino | 39.45 s      | 20           | No avanzó | No avanzó | No avanzó | No avanzó |
| Carlos Tarazona                                    | Maratón                     | —            | —            | —         | —         | 2:20:39   | 40        |
| José Alejandro Semprún                             | Maratón                     | —            | —            | —         | —         | 3:00:02   | 79        |

### Boxeo
Masculino
| Atleta           | Evento                          | Dieciséisavos de final   | Octavos de final          | Cuartos de final   | Semifinales        | Final              | Final     |
| Atleta           | Evento                          | Oponente Resultado       | Oponente Resultado        | Oponente Resultado | Oponente Resultado | Oponente Resultado | Puesto    |
| ---------------- | ------------------------------- | ------------------------ | ------------------------- | ------------------ | ------------------ | ------------------ | --------- |
| José Luis Varela | Peso minimosca menos de 48 kg   | M Romero (CUB) P 11-15   | No avanzó                 | No avanzó          | No avanzó          | No avanzó          | No avanzó |
| Nehomar Cermeño  | Peso gallo menos de 54 kg       | R Durgahed (MRI) V 16-4  | A Agaguloglu (TUR) P 3-11 | No avanzó          | No avanzó          | No avanzó          | No avanzó |
| Patrick López    | Peso ligero menos de 60 kg      | N Schuster (GER) V 24-10 | A Maletin (RUS) P RSC     | No avanzó          | No avanzó          | No avanzó          | No avanzó |
| Hely Yánes       | Peso superwélter menos de 71 kg | N Kasenov (KGZ) V 20-12  | Y Ibraimov (KAZ) P RSC    | No avanzó          | No avanzó          | No avanzó          | No avanzó |

### Ciclismo

#### Ciclismo de Ruta
Masculino
| Atleta         | Evento                    | Tiempo 5:29:08   | Lugar |
| -------------- | ------------------------- | ---------------- | ----- |
| Omar Pumar     | Ruta (239.4 km) masculino | 5:30:46 (+1:38)  | 49    |
| Manuel Guevara | Ruta (239.4 km) masculino | 5:42:43 (+13:35) | 82    |
| Carlos Maya    | Ruta (239.4 km) masculino | 5:42:43 (+13:35) | 83    |
| Alexis Méndez  | Ruta (239.4 km) masculino | 5:52.47 (+23:39) | 87    |

#### Ciclismo en pista
Velocidad
| Atleta          | Evento                        | Clasificación           | Clasificación | Ronda 1                          | Respesca 1                       | Cuarto de final                  | Semifinal                        | Final                                                                 | Final    |
| Atleta          | Evento                        | Tiempo Velocidad (km/h) | Posición      | Oponente Tiempo Velocidad (km/h) | Oponente Tiempo Velocidad (km/h) | Oponente Tiempo Velocidad (km/h) | Oponente Tiempo Velocidad (km/h) | Oponente Tiempo Velocidad (km/h)                                      | Posición |
| --------------- | ----------------------------- | ----------------------- | ------------- | -------------------------------- | -------------------------------- | -------------------------------- | -------------------------------- | --------------------------------------------------------------------- | -------- |
| Daniela Larreal | Velocidad individual Femenino | 11.526 (62.467)         | 5             | Lindenmuth (USA) V               | —                                | Ferris (AUS) P                   | No avanzó                        | Classification 5-8 Szabolcsi (HUN) Lindenmuth (USA) Dubnicoff (CAN) P | 8        |

#### Ciclismo contrarreloj
| Atleta          | Evento             | Tiempo | Lugar |
| --------------- | ------------------ | ------ | ----- |
| Daniela Larreal | 500 m contrarreloj | 35.728 | 10    |

### Esgrima
Masculino
| Atleta           | Evento             | Ronda de 64        | Dieciséisavos de final         | Octavos de final               | Cuartos de final   | Semifinal          | Final / MB         | Final / MB |           |
| Atleta           | Evento             | Oponente Resultado | Oponente Resultado             | Oponente Resultado             | Oponente Resultado | Oponente Resultado | Oponente Resultado | Posición   |           |
| ---------------- | ------------------ | ------------------ | ------------------------------ | ------------------------------ | ------------------ | ------------------ | ------------------ | ---------- | --------- |
| Carlos Rodríguez | Florete individual | —                  | Ilgar Mammadov (RUS) V 15 - 14 | Salvatore Sanzo (ITA) P 7 - 15 | No avanzó          | No avanzó          | No avanzó          | No avanzó  | No avanzó |

### Gimnasia

#### Artística
Femenino
| Atleta       | Evento     | Clasificación      | Clasificación      | Clasificación       | Clasificación | Clasificación | Clasificación | Final              | Final              | Final               | Final     | Final     | Final     |
| Atleta       | Evento     | Salto de Caballete | Barras Asimétricas | Barra de Equilibrio | Suelo         | Total         | Lugar         | Salto de Caballete | Barras Asimétricas | Barra de Equilibrio | Suelo     | Total     | Lugar     |
| ------------ | ---------- | ------------------ | ------------------ | ------------------- | ------------- | ------------- | ------------- | ------------------ | ------------------ | ------------------- | --------- | --------- | --------- |
| Arlen Lovera | All-around | 9.087              | 9.362              | 9.300               | 8.575         | 36.324        | 50            | No avanzó          | No avanzó          | No avanzó           | No avanzó | No avanzó | No avanzó |

### Halterofilia
Masculino
| Atleta           | Evento    | Peso corporal | Arrancada (kg) | Arrancada (kg) | Arrancada (kg) | Arrancada (kg) | Envión (kg) | Envión (kg) | Envión (kg) | Envión (kg) | Total | Posición |
| Atleta           | Evento    | Peso corporal | 1              | 2              | 3              | Resultado      | 1           | 2           | 3           | Resultado   | Total | Posición |
| ---------------- | --------- | ------------- | -------------- | -------------- | -------------- | -------------- | ----------- | ----------- | ----------- | ----------- | ----- | -------- |
| Julio César Luna | – 94 kg M | 93.48         | 170.0          | 175.0          | 177.5          | 177.5          | 215.0       | 220.0       | 220.0       | 215.0       | 392.5 | 8        |

Femenino
| Atleta          | Evento    | Peso corporal | Arrancada (kg) | Arrancada (kg) | Arrancada (kg) | Arrancada (kg) | Envión (kg) | Envión (kg) | Envión (kg) | Envión (kg) | Total | Posición |
| Atleta          | Evento    | Peso corporal | 1              | 2              | 3              | Resultado      | 1           | 2           | 3           | Resultado   | Total | Posición |
| --------------- | --------- | ------------- | -------------- | -------------- | -------------- | -------------- | ----------- | ----------- | ----------- | ----------- | ----- | -------- |
| Karla Fernández | – 53 kg F | 52.60         | 80.0           | 80.0           | 85.0           | 80.0           | 95.0        | 95.0        | 95.0        | 95.0        | 175.0 | 9        |

### Judo
Masculino
| Atleta              | Evento                  | Ronda de 32        | Ronda de 16          | Cuartos de final   | Semi final         | Repechaje          | Final / MB         | Final / MB |           |
| Atleta              | Evento                  | Oponente Resultado | Oponente Resultado   | Oponente Resultado | Oponente Resultado | Oponente Resultado | Oponente Resultado | Posición   |           |
| ------------------- | ----------------------- | ------------------ | -------------------- | ------------------ | ------------------ | ------------------ | ------------------ | ---------- | --------- |
| Reiver Alvarenga    | – 60 kg masculino       | Bye                | D Narmandakh (MGL) P | No avanzó          | No avanzó          | No avanzó          | No avanzó          | No avanzó  | No avanzó |
| Ludwig Ortíz        | – 66 kg masculino       | Bye                | P Caravana (POR) P   | No avanzó          | No avanzó          | No avanzó          | No avanzó          | No avanzó  | No avanzó |
| Walter Fradique     | – Men's 73 kg masculino | Bye                | M Almeida (POR) P    | No avanzó          | No avanzó          | No avanzó          | No avanzó          | No avanzó  | No avanzó |
| Hermágoras Manglés  | – 81 kg masculino       | Bye                | Kwak O (PRK) P       | No avanzó          | No avanzó          | No avanzó          | No avanzó          | No avanzó  | No avanzó |
| Luis René López     | – 90 kg masculino       | N/A                | C Santiago (PUR) P   | No avanzó          | No avanzó          | No avanzó          | No avanzó          | No avanzó  | No avanzó |
| Luís Gregorio López | – 100 kg masculino      | Bye                | D Gowing (NZL) P     | No avanzó          | No avanzó          | No avanzó          | No avanzó          | No avanzó  | No avanzó |
| Douglas Cardozo     | +100 kg masculino       | Bye                | D Douillet (FRA) P   | No avanzó          | No avanzó          | No avanzó          | No avanzó          | No avanzó  | No avanzó |

Femenino
| Atleta           | Evento           | Ronda de 16        | Cuartos de final   | Semi final         | Repechaje          | Final / MB         | Final / MB |
| Atleta           | Evento           | Oponente Resultado | Oponente Resultado | Oponente Resultado | Oponente Resultado | Oponente Resultado | Posición   |
| ---------------- | ---------------- | ------------------ | ------------------ | ------------------ | ------------------ | ------------------ | ---------- |
| Jackelin Díaz    | – 52 kg femenino | I Aluaş (ROU) P    | No avanzó          | No avanzó          | No avanzó          | No avanzó          | No avanzó  |
| Xiomara Griffith | – 70 kg femenino | Y Scapin (ITA) P   | No avanzó          | No avanzó          | No avanzó          | No avanzó          | No avanzó  |

### Lucha

#### Estilo greco-romano masculino
| Atleta          | Evento   | Clasificación                                                            | Clasificación | Cuartos de final   | Semi final         | Final / MB         | Final / MB |
| Atleta          | Evento   | Oponente Resultado                                                       | Posición      | Oponente Resultado | Oponente Resultado | Oponente Resultado | Posición   |
| --------------- | -------- | ------------------------------------------------------------------------ | ------------- | ------------------ | ------------------ | ------------------ | ---------- |
| Eddy Bartolozzi | – 85 kg  | Grupo 5 A Olczak (AUS) V 3-0 M Lidberg (SWE) P 1-3 S Bárdosi (HUN) P 0–3 | 3             | No avanzó          | No avanzó          | No avanzó          | 11         |
| Rafael Barreno  | – 130 kg | Grupo 3 G Saldadze (UKR) P 0-3 L Kovacs (AUS) V 3-0                      | 2             | No avanzó          | No avanzó          | No avanzó          | 12         |

### Natación
Masculino
| Atleta                                                            | Evento                          | Preliminares | Preliminares | Final     | Final     |
| Atleta                                                            | Evento                          | Tiempo       | Posición     | Tiempo    | Posición  |
| ----------------------------------------------------------------- | ------------------------------- | ------------ | ------------ | --------- | --------- |
| Francisco Sánchez                                                 | 50 m estilo libre masculino     | No inició    | No inició    | No avanzó | No avanzó |
| Francisco Sánchez                                                 | 100 m estilo libre masculino    | 52,43        | 50           | No avanzó | No avanzó |
| Francisco Páez                                                    | 200 m estilo libre masculino    | 1:54,32      | 35           | No avanzó | No avanzó |
| Ricardo Monasterio                                                | 400 m estilo libre masculino    | 3:55,35      | 23           | No avanzó | No avanzó |
| Ricardo Monasterio                                                | 1500 m estilo libre masculino   | 15:17,00     | 15           | No avanzó | No avanzó |
| Francisco Sánchez                                                 | 100 m estilo mariposa masculino | 54,56        | 29           | No avanzó | No avanzó |
| Oswaldo Quevedo                                                   | 100 m estilo mariposa masculino | 55,55        | 39           | No avanzó | No avanzó |
| Carlos Santander Oswaldo Quevedo Francisco Páez Francisco Sánchez | Relevo 4 x 100 m libre          | 3:24,64      | 17           | No avanzó | No avanzó |

### Natación sincronizada
| Atleta                           | Evento | Preliminares      | Preliminares    | Preliminares | Preliminares | Final             | Final           | Final     | Posición Final |
| Atleta                           | Evento | Ejercicio técnico | Ejercicio libre | Total        | Total        | Ejercicio técnico | Ejercicio libre | Total     | Posición Final |
| Atleta                           | Evento | Puntos            | Puntos          | Puntos       | Lugar        | Puntos            | Puntos          | Puntos    | Posición Final |
| -------------------------------- | ------ | ----------------- | --------------- | ------------ | ------------ | ----------------- | --------------- | --------- | -------------- |
| Jenny Castro Bravo Virginia Ruiz | Dúos   | 29,750            | 54,036          | 83,786       | 21.          | No avanzó         | No avanzó       | No avanzó | 21             |

### Saltos
Masculino
| Atleta          | Evento                       | Preliminares | Preliminares | Final     | Final     |
| Atleta          | Evento                       | Puntos       | Lugar        | Puntos    | Lugar     |
| --------------- | ---------------------------- | ------------ | ------------ | --------- | --------- |
| Ramón Fumadó    | Trampolín de 3 m masculino   | 343,89       | 28           | No avanzó | No avanzó |
| Luis Villarroel | Trampolín de 3 m masculino   | 365,97       | 21           | No avanzó | No avanzó |
| Luis Villarroel | Plataforma de 10 m masculino | 309,66       | 35           | No avanzó | No avanzó |

Femenino
| Atleta            | Evento                    | Preliminares | Preliminares | Final     | Final     |
| Atleta            | Evento                    | Puntos       | Lugar        | Puntos    | Lugar     |
| ----------------- | ------------------------- | ------------ | ------------ | --------- | --------- |
| Alejandra Fuentes | Trampolín de 3 m femenino | 219,81       | 37           | No avanzó | No avanzó |

### Taekwondo
| Atleta          | Evento   | Dieciséisavos de final | Cuartos de final      | Semi final         | Repechaje              | Medalla de Bronce  | Final              | Final  |
| Atleta          | Evento   | Oponente Resultado     | Oponente Resultado    | Oponente Resultado | Oponente Resultado     | Oponente Resultado | Oponente Resultado | Puesto |
| --------------- | -------- | ---------------------- | --------------------- | ------------------ | ---------------------- | ------------------ | ------------------ | ------ |
| Adriana Carmona | +67 kg F | —                      | M Baverel (FRA) V 8–3 | Chen Z (CHN) P 6–8 | D Bosshart (CAN) P 8–9 | No avanzó          | No avanzó          | 5      |

### Tenis
Masculino
| Atleta                       | Evento | Ronda de 32                                  | Dieciséisavos de final               | Cuartos de final   | Semi final         | Medalla de Bronce  | Final     | Final |
| Atleta                       | Evento | Oponente Resultado                           | Oponente Resultado                   | Oponente Resultado | Oponente Resultado | Oponente Resultado | Puesto    |       |
| ---------------------------- | ------ | -------------------------------------------- | ------------------------------------ | ------------------ | ------------------ | ------------------ | --------- | ----- |
| José de Armas Jimy Szymanski | Dobles | M Ančić / G Ivanišević (CRO) V 6–2, 7–6(7–3) | S Lareau / D Nestor (CAN) P 3–6, 4–6 | No avanzó          | No avanzó          | No avanzó          | No avanzó |       |

Femenino
| Atleta                                 | Evento     | Ronda de 64                | Ronda de 32                               | Dieciséisavos de final                 | Cuartos de final                              | Semi final         | Medalla de Bronce  | Final     | Final |
| Atleta                                 | Evento     | Oponente Resultado         | Oponente Resultado                        | Oponente Resultado                     | Oponente Resultado                            | Oponente Resultado | Oponente Resultado | Puesto    |       |
| -------------------------------------- | ---------- | -------------------------- | ----------------------------------------- | -------------------------------------- | --------------------------------------------- | ------------------ | ------------------ | --------- | ----- |
| María Alejandra Vento                  | Individual | A Hopmans (NED) V 6–3, 6–3 | S Appelmans (BEL) P 2–6, 2–6              | No avanzó                              | No avanzó                                     | No avanzó          | No avanzó          | No avanzó |       |
| María Alejandra Vento Milagros Sequera | Dobles     | —                          | E Gagliardi / M Vavrinec (SUI) V 6–2, 7–5 | L Montalvo / P Suárez (ARG) V 6–4, 6-1 | E Callens / D van Roost (BEL) P 6–4, 5–7, 4-6 | No avanzó          | No avanzó          | 6         |       |

### Tenis de mesa
| Atleta        | Evento              | Ronda de grupos                                                 | Ronda de grupos | Octavos de final   | Cuartos de final   | Semifinales        | Final / MB | Final / MB |           |
| Atleta        | Evento              | Oponente Resultado                                              | Puesto          | Oponente Resultado | Oponente Resultado | Oponente Resultado | Puesto     |            |           |
| ------------- | ------------------- | --------------------------------------------------------------- | --------------- | ------------------ | ------------------ | ------------------ | ---------- | ---------- | --------- |
| Fabiola Ramos | individual Femenino | Grupo K Chen-Tong Fei-Ming (TPE) P 0–3 Olena Kovtun (UKR) P 0-3 | 3               | No avanzó          | No avanzó          | No avanzó          | No avanzó  | No avanzó  | No avanzó |

### Tiro
| Atleta                | Evento                          | Clasificación | Clasificación | Final     | Final     |
| Atleta                | Evento                          | Puntos        | Puesto        | Puntos    | Puesto    |
| --------------------- | ------------------------------- | ------------- | ------------- | --------- | --------- |
| Felipe Beuvrin        | Pistola de aire 10 m masculino  | 569           | 30            | No avanzó | No avanzó |
| Felipe Beuvrin        | Pistola libre 50 m masculino    | 542           | 34            | No avanzó | No avanzó |
| María Gabriela Franco | Pistola de aire 10 m femenino   | 366           | 39            | No avanzó | No avanzó |
| María Gabriela Franco | Pistola deportiva 25 m femenino | 563           | 37            | No avanzó | No avanzó |

### Triatlón
Masculino
| Atleta            | Evento             | Natación | Ciclismo | Carrera a pie | Tiempo Total | Lugar |
| ----------------- | ------------------ | -------- | -------- | ------------- | ------------ | ----- |
| Gilberto González | Triatlón Masculino | 18:54,49 | 58:40,40 | 34:38,14      | 1:52:13,03   | 37    |

### Vela
| Atleta             | Evento  | Carrera | Carrera | Carrera | Carrera | Carrera | Carrera | Carrera | Carrera | Carrera | Carrera | Carrera | Carrera | Carrera | Carrera | Carrera | Carrera | Carrera | Carrera | Carrera | Carrera | Carrera | Carrera | Puntos | Total | Posición Final |
| Atleta             | Evento  | I       | I       | II      | II      | III     | III     | IV      | IV      | V       | V       | VI      | VI      | VII     | VII     | VIII    | VIII    | IX      | IX      | X       | X       | XI      | XI      | Puntos | Total | Posición Final |
| Atleta             | Evento  | Pos     | Pts     | Pos     | Pts     | Pos     | Pts     | Pos     | Pts     | Pos     | Pts     | Pos     | Pts     | Pos     | Pts     | Pos     | Pts     | Pos     | Pts     | Pos     | Pts     | Pos     | Pts     | Puntos | Total | Posición Final |
| ------------------ | ------- | ------- | ------- | ------- | ------- | ------- | ------- | ------- | ------- | ------- | ------- | ------- | ------- | ------- | ------- | ------- | ------- | ------- | ------- | ------- | ------- | ------- | ------- | ------ | ----- | -------------- |
| Yamil Saba Fuentes | Mistral | 18      | 18.0    | 30      | 30.0    | DNF     | 37.0    | 15      | 15.0    | 20      | 20.0    | 29      | 29.0    | 34      | 34.0    | 32      | 32.0    | 24      | 24.0    | 10      | 10.0    | 22      | 22.0    | 271.0  | 200.0 | 27             |